# Заповідний куточок імені Миколи Чайковського
Заповідний куточок імені Миколи Чайковського (попередня назва — «Заповідний куточок») — ботанічна пам'ятка природи місцевого значення в Україні.

## Розташування
Заповідний куточок знаходиться у м. Тернополі на подвір'ї будинку № 13 на вул. Володимира Винниченка.

## Історія створення
Заклав у 1968 році видатний український природодослідник та природоохоронець Микола Чайковський (1922—2011, на будинку встановлена пам'ятна таблиця). Перші екзотичні та рідкісні види рослин посаджені в 1984 році (гінкго дволопатеве, секвоядендрон (мамонтове дерево), оцтове дерево та інші).

## Пам'ятка
Заповідний куточок оголошений об'єктом природно-заповідного фонду рішенням Тернопільської обласної ради № 310 від 18 березня 1994 року. Перебуває у віданні приватного ПП «Дружба-сервіс-житло-1».

## Характеристика
Площа — 0,029 га.
Під охороною — рідкісні й екзотичні види рослин: метасеквоя китайська, тюльпанове дерево, тис ягідний, ялиця біла, ясенець білий, сакура японська, лимонник китайський, елеутерокок, півники угорські й злаколисті, зозулині черевички та інші рослини.

## Галерея

Вигляд із висоти будинку
Інформаційна таблиця
Охоронна таблиця